# Hogna balearica
Hogna balearica es una especie de araña licósida común (arañas-lobo o tarántulas), endémica de las islas Baleares.
Descrita por Thorell en 1871 como Tarentula balearica a partir de un ejemplar capturado por Söderlung cerca de Palma de Mallorca.

## Distribución geográfica
Es endémica de las Islas Baleares (España).

## Descripción
De pardo pálido a gris. Cefalotorax pálido. Espacio ocular y dos bandas longitudinales marrón oscuros. Franja media longitudinal dilatada en la parte cefálica. Doble franja marginal. Filete de ambos lados con cuatro radios pálidos. Mancha oscura en la parte delantera del abdomen más o menos diferenciada. Machos de unos 16 mm y hembras de unos 23 mm.

## Descripción original
La descripción que realizó Thorell en 1876 para describir esta especie es la siguiente:

Tarentida balearica N. pallide fusco- vel cinereo-testacea , cephalothorace (in ♀ aeque longo ac patella + tibia 4:ti paris) fusco, vitta media longitudiiiali, in parte cephalica dilatata, vitta utrinque marginali sub-geminata , striisque radiantibus utrinque quattuor, pallidis; tibiis saltern .posticis fascia transversa apicali aliaque basali nigris; abdomine supra macula antica obscuriore sub-bastata plus minus distincta; vulva minuta , ex area fusca rotundato-triangula , ad longitudinem bis impressa formata; bulbo genitali maris in medio versus latus exterius dente sub-triangulo , compresso , deorsum et intus directo armato. — ♂ ♀ ad. Long. ♂ c.a 16, ♂ c:a 23 millim.
Femina. — Cephalothorax 9⅓ millim. longus, 7¼ latus, obscure fuscus, vittis tribus latis longitudinalibus striisque utrinque radiantibus quattuor, cinereotestaceis: vitta media in parte cepbalica satis dilatata, inter oculos rursus augustata, vittis lateralibus serie macularum minutarum fusciorum versus marginem exteriorem sub-geminatis , in margine interiore paullo inaequalibus. Sternum et coxae subter pallide fuliginese sive lurido-nigrae, illud maculis sub-testaceis. Oculorum series antica paullo tantura procurva. Mandibulae 4 millim. longae, quam metatarsi 1:mi paris parum plus ½ millim. breviores, tarsos 4:ti paris longitudine saltern sequantes, nigro-fuscae, in dorso fulvo-pilosae, ad apicem intus nigro-pilosae. Maxillae fusco-testaceae , labium nigricans , apice testaceo-fuscum. Palpi pallide fusco-testacei, parte tarsali apice infuscata. Pedes 1:mi paris ceplialothorace c:a 2⅘ longiores (26 millim.; 2:di paris 23½ , 3:tii 22½ , 4:ti 31 millim.); patellaetibia 4:ti paris longitudinem cephalothoracis aequant, non superant. Tibia 4:ti paris 6 millim., ideoque latitudine cephalothoracis multo brevior. Color pedum pallide fusco-testaceus; supra vix evidenter fusco-maculati sunt; femora in lateribus minus expresse fusco-sub-maculata, 4 anteriora in latere anteriore versus basin sub-infuscata; tibiae posteriores subter fasciam transversam apicalem nigram aliamque basalem angustiorem ostendunt, in pedibus 4:ti paris praesertim bene expressas; tibiae anteriores talem fasciam aiigustam vel in maculas divulsam ad basin habent, vix vero ad apicem. Tarsi metatarsique subter scopulis nigricantibus vestiti. Abdomen fere 13 millim. longum, supra et in lateribus cinereo- vel pallide fusco- testaceum, maculis duabus nigris supra petiolum, Λ, crassum abruptum formantibus; in dorso antice series duas ex maculis paucis minutis nigris formatas ostendit, quarum duae posticae longiores sunt paulloque divaricantes: area inter has series interjecta paullo infuscata fuisse videtur (et verisimiliter posteriora versus producta fuit, maculam sub-hastatam referens); prasterea dorsum abdominis unicocolor est, punctis tanturn nigris sparsum (num ita semper?). Venter area magna, minus lata, nigra occupatur, a rima genitali et scutis pulmonalibus testaceo-fuscis usque ad mamillas fuscas pertinenti; locus inter scuta pulmonalia nigro-pilosus. Vulva ex area parva fusca, anteriora versus angustata constat, quae sub-triangula est, angulis et lateribus tamen rotundatis, aeque longa ac lata ad basin, tarsi diametrum longitudine vix aequanti; secundum medium sulcis duabus longitudinalibus alioque sulco vel impressione ad angulos posticos utrinque notata est.
Mas. — Cephalothorax et mandibulae ad colorem ut in ♀ omnino; ille 8½ millim. longus et 7 millim. latus; has fere 3½ millim. longae, quam metatarsi 1:mi paris paene duplo breviores, longitudine tarsos 3:tii paris aequantae. Sternum, maxillae, labium, coxae (etiam subter) pallide fusco-testacea. Pedes 1:mi paris 30½ millim. longae, ceplialothorace plus 3½ longiores; 4:ti paris 35, patella + tibia hujus paris 10½2, tibia paullo plus 7 millim., latitudine cephalothoracis paullo lougior. Palpi et pedes pallide fusco-testacei; palporum pars tarsalis apice sub-infuscata , mandibulis paullo brevior; pars tibialis duplo saltern longior quam latior. Bulbus sat parvus, parum complicates; versus basin, ubi altior est, ad latus exterius incisuram sive impressionem magnam ostendit; ex hac impressione exit dens transversus, compressus, fuscus, deorsum et intus directus, fere in medio bulbi versus latus ejus exterius situs; apex bujus dentis parum ultra superficiem bulbi eminet. Femora, praesertim posteriora, maculis parvis obscuris minus distinctis supra et in lateribus notata sunt; tibiae 4:ti paris semi-annulum sive fasciam transversam nigram satis latam subter in apice , aliamque angustiorem ad basin babent; metatarsi ejusdem paris supra in apice anguste nigri sunt; subter tarsi et ad maximam partem metatatarsi quoque nigricantes. Abdomen 7½ millim. longurn, pallide fusco-testaceum; supra petiolum maculas duas nigras ostendit, in dorso antice maculam sub-hastatam (ad formam ut id T. fabrili fere), et pone earn líneas paucas transversas angulatas, nigricantes, minus expressas babet; venter quoque sub-testaceus (num semper?), scutis pulmonalibus paullo obscurioribus, et ipsa apertura sexuali nigra ; pone earn adsunt ordines duse breves, postice paullo appropinquantes, punctorum nigricantium. Mamillae nigro-fuscae.
In junioribus corpus subter pallidum totum; abdominis dorsum antice macula sub-bastata bene expressa nigricanti, ad formam ut in T. fabrili, notatum est, et vestigia quoque macularum majorum rotundatorum pallidiorum utrinque postice ostendit.
Unicurn exemplum adultum utriusque sexus, cum junioribus paucis possideo, in insulis Balearibus (ad Palmam) a D:re F. Soderlund capta donoque mihi data. — Forma vulvae et pedibus brevioribus (cepbalotborace non breviore quaui patella + tibia 4:ti paris) femina a T. liguriensi ♀, cui valde similis est, facile intenioscitur. A T. radiata (vid. sup., p. 313) pneterea magnitudine majore cet. distingui potest.

Posteriormente, Thorell comunicó verbalmente a Simon que la descripción del macho debía corresponder a Hogna radiata, pero que "la hembra que he descrito está cerca de la L. [hoy Hogna] radiata, pero fácil de distinguir por sus ojos anteriores más apretados y su coloración ventral más completa; el épigino es pequeño e indica que el individuo descrito no ha alcanzado su pleno desarrollo."